# Cercopis arcuata
Cercopis arcuata är en insektsart som beskrevs av Franz Xaver Fieber 1844. Cercopis arcuata ingår i släktet Cercopis och familjen spottstritar.
Artens utbredningsområde är Frankrike. Inga underarter finns listade i Catalogue of Life.